# Philipp Tolziner
Philipp Tolziner (russisch Филипп Тольцинер; * 16. Oktober 1906 in München; † 1. Mai 1996 in Moskau) war ein deutsch-sowjetischer Architekt.

## Leben
Tolziner, Sohn eines jüdisch-polnischen Korbmachers, erlernte den Bau von Korbmöbeln in dem kleinen Geschäft seines Vaters in München-Schwabing. In der Jüdischen Jugendbewegung Blau-Weiß wurde er nach eigener Aussage Zionist und Sozialist. 1924 reiste er nach Tel Aviv-Jaffa, um in den Korbmacher-Werkstätten einer Blau-Weiß-Kooperative zu arbeiten. Jedoch erkrankte er an Typhus, so dass er nach München zurückkehren musste.
1927–1930 studierte Tolziner am Bauhaus Dessau Architektur bei Hannes Meyer und Hans Wittwer. Er war befreundet mit Tibor Weiner und kam in Kontakt mit kommunistischen Kommilitonen. 1928 entwickelte er als Studienarbeit ein Reihenhausprojekt für Tel Aviv. Die Gruppe junger Architekten um Hannes Meyer realisierte das Projekt Siedlung Törten zum Bau der Laubenganghäuser Dessau-Törten, wobei Tolziner einer der Bauleiter war. Gebaut wurden fünf mehrstöckige Wohnhäuser mit Klinkerhohlsteinen, Stahlbetonträgern und Stahlfenstern mit 18 Wohnungen für jeweils vier Personen, die im Sommer 1930 übergeben wurden. Tolziner plante auch für Hannes Meyer eine Erweiterung der Siedlung Törten durch den Bau der von Georg Muche und Richard Paulick entwickelten Stahlhäuser, was aber nicht mehr zur Ausführung kam. Tolziner schloss sein Studium im Sommer 1930 ab, als Hannes Meyer aus politischen Gründen entlassen wurde, so dass Tolziners Bauhaus-Diplom vom neuen Direktor Mies van der Rohe unterschrieben wurde. Tolziner arbeitete zunächst in Berlin bei Fred Forbát.
1931 erhielt Tolziner ein Angebot von Hannes Meyer, bei ihm in Moskau an der Industrialisierung der Sowjetunion im Rahmen des Fünfjahresplans mitzuarbeiten. Tolziner folgte der Einladung und wurde Mitglied von Meyers „Bauhäusler“-Brigade „Rotfront“ in Moskau, zu der noch René Mensch, Konrad Püschel, Tibor Weiner und die Kommunisten Klaus Meumann, Béla Scheffler und Antonin Urban gehörten. Diese „Brigade Meyer“ erhielt die Aufgabe, typisierte Schulgebäude zu entwickeln, die mit ortsüblichen Materialien am Fließband hergestellt werden konnten. Die Arbeit der Brigade war wenig erfolgreich, da zum einen die Konkurrenz der russischen Architekten stark war und zum anderen Stalin den Übergang zu nationalen Bauformen anordnete.
Tolziner arbeitete nun im Projektierungsbüro für Städtebau (Gorstroiprojekt) unter der Leitung von Hans Schmidt an der Wohnbebauung in Orsk. Als 1936 Stalin die ausländischen Spezialisten auswies, konnte Tolziner wegen seiner jüdischen Herkunft (wie auch seine kommunistischen Bauhausfreunde) nach Hitlers Machtergreifung nicht nach Deutschland zurückkehren, so dass er und seine Freunde die sowjetische Staatsbürgerschaft beantragten. 1938 wurden während der Stalinschen Säuberungen Tolziner, Meumann, Urban und Scheffler wegen Spionage verhaftet und angeklagt. Tolziner gestand nach Folterung, verriet zwei Freunde, die er außer Landes glaubte, und wurde zu zehn Jahren Arbeitslager verurteilt. Im Lager bei Solikamsk projektierte er Blockhäuser neben der Holzfällerarbeit. Nach seiner Entlassung 1947 blieb er in Solikamsk, heiratete eine Russin und arbeitete beim Chefarchitekten der Stadt.
Nach der Gründung der DDR bat Tolziner vergeblich den Direktor der Bauakademie der DDR Kurt Liebknecht und Edmund Collein, die er beide aus seiner Moskauer Zeit kannte, um Hilfe bei einer Anstellung in der DDR. 1951 wechselte Tolziner in die Permer Produktions- und Restaurierungswerkstatt für Baudenkmäler und erarbeitete auf der Basis von Bauaufnahmen und Analysen der historischen Bausubstanz eine Methodik zur Restaurierung und Rekonstruktion altrussischer Sakralbauten. Dazu entwickelte er einen Plan für Solikamsk mit Schutzzonen der Baudenkmäler. 1961 kehrte er an seine frühere Arbeitsstelle im Institut für Städtebau in Moskau zurück und baute typisierte Wohnblöcke in Wladiwostok.
1967 trat Tolziner in den Ruhestand. Erst nach dem 100. Geburtstag Hannes Meyers besuchten ihn Bauhauskollegen in Moskau, worauf er zu Vorträgen nach Berlin, Frankfurt am Main, München und Weimar kam. Trotz seiner Erblindung fuhr er mit dem Zug wiederholt zum Berliner Bauhaus-Archiv, dem er seine Unterlagen überließ.

## Filme
- 1997: Reise ohne Wiederkehr. Philipp Tolziner. Jahrgang 1906 – Bauhausarchitekt. Dokumentarfilm von Eduard Schreiber.